# Геннаді Григорій Миколайович
Геннаді Григорій Миколайович (18 (30) березня 1826, Петербург — 26 лютого (9 березня) 1880, Петербург) — російський бібліограф, книгознавець, літературознавець. Йому належить ідея бібліографічного зведення російської книги. Автор бібліографічних праць з різних галузей. Один з перших бібліографів творів О. С. Пушкіна (зокрема, перекладів його творів українською мовою) та М. В. Гоголя. Уклав «Покажчик бібліографічних відомостей про визначних людей Малоросії» (1855).

## Біографія
Григорій Геннаді народився 18 (30) березня 1826 у Санкт-Петербурзі. Предки його були греками. Дід його, переселившись до Росії, служив при дворі Катерини II. У 1810 році він одержав диплом на дворянство і герб. Батько Григорія, Микола Олександрович (1796—1865) служив перекладачем у канцелярії Міністерства Іноземних Справ. У 1820-х роках він вийшов у відставку й переїхав до Москви.
Дитинство Г. Геннаді провів у батьківському маєтку, селі Юшино Смоленської губерні, Сичовського повіту. Початкову освіту здобув у Сичовському повітовому училищі, потім виховувався у Москві у пансіоні. Потім вступив до Московського університету, з якого згодом перевівся до Петербурзького університету. З 1851 року служив у Санкт-Петербурзькій Палаті Державного майна канцелярським чиновником, з осені 1851 року — на посаді почесного смотрителя Сичовського повітового училища. З 1961 по 1863 роки служив мировим посередником 2-ї дільниці Сичовського повіту, перебуваючи при цьому на посаді директора по Тюремному комітету Сичовського відділення і працюючи у земстві в ролі гласного. Дослужившись до чина надворного радника, він вийшов у відставку.

## Праці
- Література російської бібліографії (1858),
- Довідковий словник про російських письменників і вчених, які померли у XVIII та XIX ст., і список російських книг з 1725 по 1825 (1876—1908, вийшли 1-Зтт., 4-й лишився в рукопису). У цьому виданні містяться широкі відомості про українських письменників, учених, громадсько-культурних і релігійних діячів (П. Гулака-Артемовського, І. Котляревського, Є. Гребінку, Г. Квітку-Основ'яненка, А. Метлинського, І. Рижського, Петра Могилу, Інокентія Гізеля та інших), у статтях про письменників подаються короткий життєпис і бібліографія.
- Покажчик бібліографічних відомостей про визначних людей Малоросії (1855),
- Російські книжкові рідкості (1872),
- Список російських книг, надрукованих за межами Росії (1875).

В журналі «Русский архив» опублікував біографічний нарис про Т. Шевченка (1864).

## Виноски
1. 1 2 3 4  Чеська національна авторитетна база даних
2. ↑  Bibliothèque nationale de France BNF: платформа відкритих даних — 2011.
3. ↑  CONOR.Sl
4. 1 2   У. Г. Иваскъ. Григорій Николаевичъ Геннади (обзоръ жизни и трудовъ). — М.: Изданіе Л. Э. Бухгеймъ. — 1913. (рос. дореф.)